# Neopanorpa ovata
Neopanorpa ovata är en näbbsländeart som beskrevs av Cheng 1957. Neopanorpa ovata ingår i släktet Neopanorpa och familjen skorpionsländor. Inga underarter finns listade i Catalogue of Life.